# Paysage de fantaisie
Paysage de fantaisie ("Paisagem fantástica") é um romance do escritor francês Tony Duvert publicado em 1973 pela editora Minuit. Foi galardoado com o Prêmio Médicis em novembro de 1973. O título da obra provém do nome em francês de um quadro de Francesco Guardi conservado no museu do Ermitage.

## Enredo
Numa casa de campo, umas crianças são treinadas para a prostituição.

## Estilo
Primeiro «ponto de inflexão» na obra de Duvert, é um livro subversivo (Madeleine Chapsal) que combina uma narrativa e um estilo muito desestruturados, inspirados no nouveau roman, na pornografia, na intransigência estilística e no realismo social. Posterior às primeiras obras de Duvert, Paysage de fantaisie é «uma espécie de novo romance, sem pontuação, sem maiúsculas, sem frases no sentido habitual da palavra, e com espaços em branco no interior dos parágrafos». Contudo, ele a redigiu mais lentamente do que as precedentes, em três anos (1970-1972), e ao relato da fantasia adicionam-se «passagems de uma nitidez realista extraordinária, nos quais a pequena sociedade das crianças aparece representada como em nenhum outro livro da literatura publicado anteriormente».

## Recepção crítica
O romance foi especialmente bem acolhido, desde a sua publicação, pelos críticos literários das grandes mídias francesas (Claude Mauriac, Madeleine Chapsal, Jean-François Josselin, François Nourissier, Dominique Rollin, etc...). Para Madeleine Chapsal, de L'Express, ele é «um livro grande. De vez em quando, insuportável. Um livro no qual a leitura difícil recupera sua dimensão, perdida com demasiada frequência, de atividade subversiva» Para Bertrand Poirot-Delpech, de Le Monde, Duvert se afirma com esta obra como «o jovem autor que ascende, que não tardará em ser citado e imitado». Para Claude Mauriac, de Le Figaro «o autor (...) revela neste passe contínuo do abominável ao delicioso e do execrável ao excelente umas capacidades e uma arte que a palavra talento difícilmente pode expressar».
Em novembro de 1973, graças ao apoio de Roland Barthes, o romance obteve o Prêmio Médicis, enquanto a imprensa antes esperava o galardão para Bernard Noël.
Esta publicidade suplementária permite a algumas vozes discordantes se expressarem. Jack Kolbert, da French Review, escreve assim no início de 1974 em um balanço do ano literário de 1973: «devemos confessar que o feito de uma obra, cujo erotismo roça, em nossa opinião, a mais baixa ponografia, ter sido recompensada com um dos grandes prêmios literários franceses, parece-nos abusivo».